# Northrop X-4 Bantam
Northrop X-4 Bantam là một mẫu thử máy bay phản lực cỡ nhỏ do Northrop Corporation chế tạo vào năm 1948.

## Tính năng kỹ chiến thuật (X-4)
Dữ liệu lấy từ X-4 – The Bantam Explorer
Đặc điểm tổng quát
- Tổ lái: 1
- Chiều dài: 22 ft 3 in (7,09 m)
- Sải cánh: 26 ft 10 in (8,18 m)
- Chiều cao: 14 ft 10 in (4,52 m)
- Diện tích cánh: 200 sq ft (18,6 m²)
- Tỉ số mặt cắt: 3,6:1
- Trọng lượng rỗng: 5.507 lb (2.500 kg)
- Trọng lượng cất cánh tối đa: 7.820 lb (3.550 kg)
- Động cơ: 2 × Westinghouse J30-WE-7/9 kiểu turbojet, 1.600 lbf (7,1 kN) mỗi chiếc

 Hiệu suất bay 
- Vận tốc cực đại: 625 mph (543 knot, 1.006 km/h)
- Tầm bay: 420 mi (365 nmi, 676 km)
- Trần bay: 42.300 ft (12.900 m)
- Vận tốc leo cao: 7.700 ft/phút (39,1 m/s)